# Orangepudrad klotterlav
Orangepudrad klotterlav (Opegrapha ochrocheila) är en lavart som beskrevs av Nyl. Orangepudrad klotterlav ingår i släktet Opegrapha och familjen Roccellaceae.  Arten är reproducerande i Sverige. Inga underarter finns listade i Catalogue of Life.